# Lucio Lolio Palicano
Lucio Lolio Palicano  fue un político y militar romano del siglo I a. C. perteneciente a la gens Lolia. Está considerado hijo de Marco Lolio Palicano y hermano de Lolia. Ocupó el puesto de triunviro de la moneda alrededor del año 45 a. C. y fue legado en Creta-Cirenaica entre los años 35 y 34 a. C.